# Hasemania
Hasemania é um gênero de Caracídeos endêmico do Brasil, encontrado apenas na bacia hidrográfica que abrange o oeste pelo Rio Juruena, o norte pelo sistema do Rio São Francisco e ao sul até o sistema do Rio Paraná. As espécies têm distribuição bastante pequena.
São peixes pequenos, com até 2,7 a 7 cm de comprimento padrão, dependendo da espécie exata.
O gênero foi nomeado em homenagem ao zoólogo e explorador John Diederich Haseman. Ele coletou todas as espécies conhecidas desse gênero.

## Espécies
- Hasemania crenuchoides [2] - Em Perigo (EN), segundo o ICMBio.
- Hasemania hanseni [3] - Menos Preocupante (LC), segundo o ICMBio.
- Hasemania kalunga [4] -Menos Preocupante (LC), segundo o ICMBio.
- Hasemania maxillaris [5] -Criticamente em Perigo (CR) (PE), segundo o ICMBio, consta na Lista PEX do Brasil.
- Hasemania melanura [6]-Criticamente em Perigo (CR) (PE), segundo o ICMBio, consta na Lista PEX do Brasil.
- Hasemania nambiquara [7]-Menos Preocupante (LC), segundo o ICMBio.
- Hasemania nana [8]-Menos Preocupante (LC), segundo o ICMBio.
- Hasemania piatan[9]-Em Perigo (EN), segundo o ICMBio.
- Hasemania uberaba [10]-Em Perigo (EN), segundo o ICMBio.